# Willem Kalf

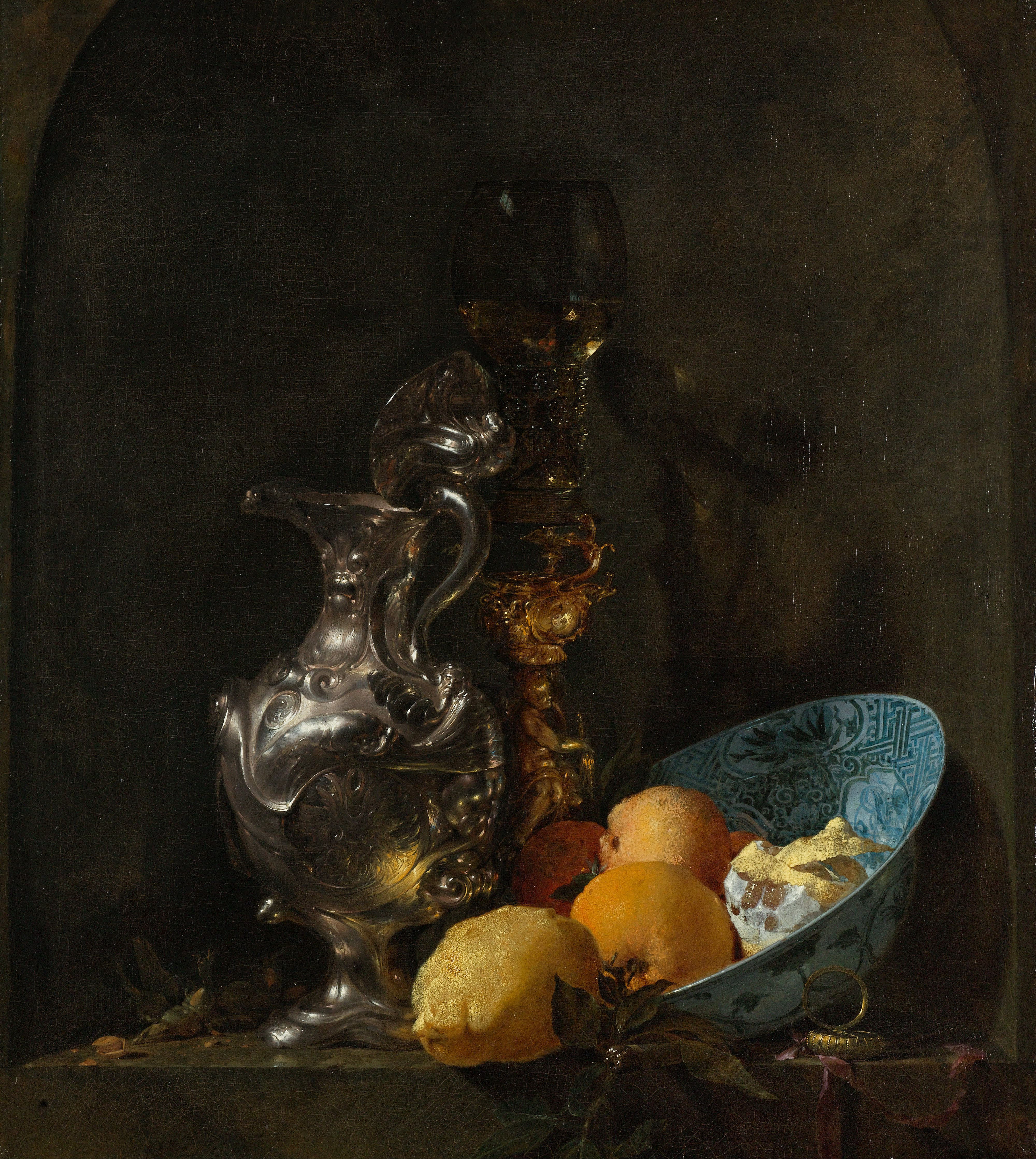
Bodegó amb gerra de plata (Rijksmuseum, Ámsterdam).

Willem Kalf (Rotterdam, 1619 - Amsterdam, 1693) va ser un pintor neerlandès que va destacar per pintar bodegons, gènere del qual es considera un gran mestre.
La seva biografia està plena d'interrogants. Inicialment es creia que havia estat deixeble de Hendrik Gerritsz, cosa que actualment es descarta. El 1642 se'n va anar a París, on majoritàriament pintà bodegons de gran format i algunes petites escenes interiors de temes quotidians.
El 1646 va tornar a Rotterdam, però poc després es va mudar a Hoorn, lloc on l'any 1652 es va casar amb Cornelia Pluvier, una gravadora i poetessa amb qui va tenir quatre fills. El 1653 l'artista i la seva família es van establir a Amsterdam, on Kalf va seguir pintant bodegons amb menys elements i una il·luminació més fosca. Allí es va morir, als 74 anys.
La seva producció és relativament escassa i molt preuada. Entre les seves obres més notables hi ha: Interior d'una cuina (Museu del Louvre de París), Bodegó amb gerra de plata (Rijksmuseum de Ámsterdam) i Bodegó amb copa de nautilus (Museu Thyssen-Bornemisza, Madrid).